# Krýsuvík
Det geotermiske område Krýsuvík ligger på Reykjanes-halvøen på Island. Der er i den sydlige del af Reykjanes i midten af en Spaltevulkan-zone på den midtatlantiske ryg, som gennemskærer Island.
Krýsuvík består af flere geotermiske områder, såsom Seltun. Her er dannet svovlpøle, fumaroler, muddergryder og varme kilder, og jorden er farvet i lysegule, røde og grønne nuancer. Svovl blev udvundet i årene 1722-1728 og i det 19. århundrede. Den tyske videnskabsmand Robert Bunsen besøgte stedet i 1845 og, baseret på forskning der, foreslog en hypotese om dannelse af svovlsyre i naturen.
I nærheden af de geotermiske områder er flere maarer - kratere skabt af eksplosioner af overophedet grundvand. Den usædvanlige grøn-blå sø Grænavatn er dannet i en af disse maarer. Testboringer blev foretaget her i begyndelsen af 1970'erne, og nogle af disse boringer er forvandlede til uregelmæssige, kunstige gejsere, hvoraf den ene eksploderede i 1999 og efterlod et krater.
Krýsuvík er et populært vandreområde og infrastruktur for turisme - såsom træveje - er blevet udviklet.
Den største sø i området, Kleifarvatn, begyndte at mindskes efter et stort jordskælv i år 2000; 20% af dens overflade er siden forsvundet. I dette område var der nogle gårde indtil det 19. århundrede, hvorefter de blev opgivet. Kun et lille kapel, Krísuvíkurkirkja, bygget i 1857, blev tilbage indtil det brændte ned til grunden den 2. januar 2010.